# Campionato sloveno di calcio a 5
Il campionato sloveno di calcio a 5 è la massima competizione slovena di calcio a 5 organizzata dalla Nogometna zveza Slovenije. La prima divisione, chiamata "Prva slovenska futsal liga" (1. SFL), è articolata in un giorne unico, mentre la seconda (2. SFL) è composta da due gironi.

## Storia
Il campionato si svolge dalla prima metà degli anni ottanta quando la Slovenia faceva ancora parte della Jugoslavia; nelle prime edizioni ha visto contendersi più volte la palma di campione le formazioni del Talci Maribor e del Vuko Lubiana, vincitori rispettivamente di cinque e quattro titoli. Tuttavia, solamente dalla stagione 1995-96 le competizioni sono pienamente riconosciute dalla Federazione calcistica della Slovenia. La fine degli anni novanta è stato segnato dall'exploit del Litija che detiene tuttora il record di cinque campionati consecutivi, prima di cedere lo scettro al GIP Beton MTO, vincitore dell'edizione 2005-06.

## Albo d'oro

### Edizioni non ufficiali
- 1984-1985:  Talci Maribor (1)
- 1985-1986:  Talci Maribor (2)
- 1986-1987:  Talci Maribor (3)
- 1987-1988:  Tutti Frutti Sonček (1)
- 1988-1989:  Vuko Lubiana (1)
- 1989-1990:  Branik-Talci (4)
- 1990-1991:  Vuko Lubiana (2)
- 1991-1992:  Vuko Lubiana (3)
- 1992-1993:  Vuko Lubiana (4)
- 1993-1994:  Sportklub Velenje (1)
- 1994-1995:  Branik-Talci (5)

### Edizioni ufficiali
- 1995-1996:  Mila Juventus Šentjur (1)
- 1996-1997:  Litija (1)
- 1997-1998:  Sevnica (1)
- 1998-1999:  Litija (2)
- 1999-2000:  Celje (1)
- 2000-2001:  Litija (3)
- 2001-2002:  Litija (4)
- 2002-2003:  Litija (5)
- 2003-2004:  Litija (6)
- 2004-2005:  Litija (7)

- 2005-2006:  GIP Beton MTO (1)
- 2006-2007:  Puntar (1)
- 2007-2008:  Gorica (1)
- 2008-2009:  Puntar (2)
- 2009-2010:  Kobarid (1)
- 2010-2011:  Litija (8)
- 2011-2012:  Litija (9)
- 2012-2013:  Litija (10)
- 2013-2014:  Kobarid (2)
- 2014-2015:  Dobovec (1)

- 2015-2016:  Brezje Maribor (1)
- 2016-2017:  Brezje Maribor (2)
- 2017-2018:  Dobovec (2)
- 2018-2019:  Dobovec (3)
- 2019-2020: titolo non assegnato
- 2020-2021:  Dobovec (4)
- 2021-2022:  Dobovec (5)
- 2022-2023:  Dobovec (6)
- 2023-2024:  Dobovec (7)

## Supercoppa
| Stagione | Vincitore      | Finalista      |
| -------- | -------------- | -------------- |
| 1998     | Agencija Luvin | Sevnica        |
| 2000     | Litija         | Celje          |
| 2004     | Litija         | Puntar         |
| 2005     | Litija         | Kobarid        |
| 2006     | GIP Beton MTO  | Kobarid        |
| 2008     | Puntar         | Gorica         |
| 2009     | Puntar         | Gorica         |
| 2010     | Litija         | Kobarid        |
| 2012     | Litija         | Kobarid        |
| 2013     | Litija         | Bronx Škofije  |
| 2014     | Kobarid        | Litija         |
| 2015     | Dobovec        | Kobarid        |
| 2016     | Litija         | Brezje Maribor |
| 2017     | Litija         | Brezje Maribor |
| 2018     | Dobovec        | Litija         |
| 2019     | Siliko         | Dobovec        |
| 2020     | Litija         | Dobovec        |
| 2021     | Litija         | Dobovec        |